# ワンダービット
ワンダービットは、アスキー出版（現エンターブレイン）より刊行のパソコンゲーム雑誌『ログイン』に連載されていた漫画家島本和彦の漫画短編集。全4巻。自称『熱血SF短編集』。

## 作品概要
各エピソードは原則として一話完結型のストーリーである（いくつかの例外はあるが、長期的に続いたエピソードは無い）。
主人公となる人物は各エピソードごとに異なるが、第一話から登場している「首藤レイ」は登場するたびに主要な役割を務め、例えば主人公が何かの発明品を使うといった場合にその発明者が首藤であったりすることが多い。
作品の特徴としては、一話完結というスタイルを利用し、エピソードごとに作画や構図に大胆な工夫を凝らしていることがある。例えば「タイムバンデッド」では、全編鉛筆での作画というある種挑戦的な手法を取っている（このことについて作者は「想像以上に大変だった」といった旨のコメントをログイン誌上で行っている）し、「三つの友情」ではコマ割りを縦の全段ぶち抜き、1ページ2コマに限定していることなどが例に挙げられる。
全体を通じてよくテーマとして用いられるのが「ヒーロー」である。「これが正義だ！」のエピソードでは、地球上の「自称ヒーロー」が集結して「正義とは何か」について論議する場面があるように、作者自身がヒーロー像について様々な形があることについて熟考していたことを窺わせる。また、「ジャスティスタント参上！」では、作者自身がモデルであろうカズ島本なる漫画家が悪の出版社を相手に戦ったりと、一般的な概念とは逸脱した形でヒーローを描いていた。
もう一つのテーマとして「失敗」がある。特に首藤の発明品や実験はどれも優れているものばかりだが、いざそれらが動き出すと予期せぬ影響が現れて中止になったりと、成果はいまひとつに終わるエピソードが多い。他にも、上述の正義のヒーローが自らの正義に悩んだり、実業家が巨額を投じて人類規模の変革を行うが、たった一人の男の手によって意志が揺らいだりと、常に失敗の影が作品内に現れている。SFで「科学は人を幸福にするとは限らない」というテーマを持つ作品は少なくないが、「失敗」として描いたSF作品はかなりの異色であった。また「失敗」に落とす事で、島本作品独特のギャグ要素も強く現れている。
また、「霊界トトカルチョ」や「敵に勝つより己に勝て！」などでは、超常的な現象を絡めつつも人生観などについて考えさせられるエピソードを描いており、コンピュータ誌上の漫画としては異彩を放つ作品であった。

## 主要な登場人物
上述のように、登場人物は毎回異なるが、複数回登場してそれぞれのエピソードに影響を及ぼしていたり、印象的なキャラクターをここに記す。
首藤レイ
優秀な科学者。主人公ではないが、ほとんどのエピソードに登場して各作品を繋げる役割を持つ。ただし、全てのエピソードが矛盾無く繋がっているわけではなく、意図的にあやふやにしていると思われ、あくまで読切作品にシリーズ的な印象を持たせる程度の役割。
その見識は非常に深く、また多方面に渡っており、クローン生物を成功させていたり、遺伝子工学やロボット工学、改造人間にタイムマシン等を作り、果ては学生時代に「食べ物に感情を持たせる霊波を発生させるマシン」等を発明している（が、必ずしも成功例ばかりではない）。青年の外見ではあるが年齢不詳なところがあり、過去には女性だった事もある。普段は山奥にある巨大な研究所で生活しているが、一時期は住宅地にも住んでいた。
ビッグラバー
曰く、「女にもてないいい男」で、後半のエピソードを引っ張る存在。
「人間は外見」を信条とし、心や性格の事を「目に見えないまやかしもの」と言い張る。実際外見も資産も十分なのだが、その性格が災いして碌な女にめぐり合えていなかったようだ。後に自らの間違いに気づき、かつての自分のような人類の目を覚まさせる為、人間を皆美男美女に美容整形して外見の価値観が崩壊させ、本当の価値観を問う、「全人類外見美化計画」を始める。どちらにしろ傍迷惑なのだが、やたらと行動力がある厄介な人間。
ドクターボディー
自らの肉体を機械に入れ替えた医師。彼によると、生身の肉体を段々機械に入れ替えて行くと、やがて意識までもが機械の体に移ってしまうらしく、それによって自らの肉体が二つになった。しかし意識が無い生身の肉体を奪われ、そこにある優秀な頭脳を悪人に利用され、危険な改造人間が多数ボディーの元に送り込まれるようになる。ボディーは自らの肉体を取り戻すため、武装した機械の体で戦いを挑む。後にどういう経緯か、ビッグラバーの元で「全人類外見美化計画」に協力している。
バーニンガイ
悪の組織「グッドラック」に科学者の両親を殺され、復讐の為に戦うヒーロー。人呼んで『「燃える正義」のバーニンガイ』。しかし、「個人の復讐」を「正義」とされてはたまらないと言って他のヒーローが現れたり、世間における「正義」の認識が変わってきたり、敵の首領の正体を知って愕然としたりと、名前ほど燃えられてはいない。最終的には目標を果たしたようだが、それから彼がどういう道を辿ったのかは不明である。
ガイファックス
助けを求めるファックスを送ると送信されてくる正義のヒーロー。特に能力は無いが、人の心の核心を突く言葉によって悪を打ち砕き、役目が終わると紙を残して消える。弱点は、ファックスを介さないと駆けつける事ができない点で、長い文章を送る事で足止めされてしまう。それ以外の正体は一切不明だったが、ラストで意外な結末を迎える。
炎尾燃
『燃えよペン』等に登場する漫画家で、本作品にも何度か登場している。性格等もそのままで、島本本人のものが反映されていたり、実体験を元にしていたりする。なお、「ジャスティスタント参上!!」では「カズ島本」なる別の漫画家も登場している。
古田シュウ
炎尾のアシスタントで、モデルは当時の島本のアシスタント（古田に限らず、他のアシスタントもキャラクターのモデルになっている）。カラオケとヒーローに並々ならぬ情熱を持つ。
炎尾の関わらないエピソード「怪奇カメムシ男」では「ヒーローになりたかった男」として主役を張り、「自ら悪の組織を立ち上げて息子に討たせる」という燃えるシチュエーションを実行しようとして、途中で副総統に組織を乗っ取られ、結局自ら正義のヒーロー「シュー一号」となって悪を壊滅させる。当然一般人なのだが、悪の組織のラスボスとして鍛錬を怠らなかったので身体能力は高い（が、「悪に弱点は付き物」として腹筋だけは鍛えていない）。

## 掲載作品
『勲章』
一人のジャーナリストが首藤レイの下を訪れる。そのジャーナリストは首藤がクローン研究を行い、その実用化までも成功させていることを聞き、自らの意識をクローンに移し変え、オリジナルの肉体を保存するという保険をかけながら、命を危険に晒しヒーローのように生きることを可能にしてくれとせがむ。ちょうどその場に居合わせた傷だらけの男、飛岡こそが、ジャーナリストがあこがれる「ヒーローのような生き方」をする男だった……。
『I LOVE NASU』
首藤は食べ物の好き嫌いが激しい人間を見て、食べ物にも人間を好き嫌いで選ぶ権利を与えるよう、食べ物に自由意志を与える機械を発明する。その機械の効果は覿面で、好き嫌いをする人間や食べ方の汚い人間などの前からは全ての食べ物が姿を消すという現象が世界中で始まった。一旦は自分の発明の成果に満足する首藤だったが、自らもテレビを見ながら食事をするという習慣のせいで食べ物に嫌われてしまう。その首藤の目の前に残った食べ物は、首藤の最も苦手とする“ナス”だけだった……。
雑誌掲載時は『勲章』と同時掲載で、全く方向性の違う二つの作品から全体の雰囲気を読者に掴んでもらおうという意図があった。
『山ちゃんと魔法のランプ』
主人公である山ちゃん（当時の島本のアシスタントがモデル）は、ある日偶然にボンゴロと名乗る魔法使いが封じられたランプを手に入れる。ボンゴロは「三つだけどんな願いでも叶える」といい、山ちゃんは二つ目の願いで「あと一万回願いを叶えさせろ」と言い、それが受け入れられてしまう。あらゆる願いが叶うようになってしまった山ちゃんは、次第に全ての物事に興味を失い、何も願いたくなってしまうが、ボンゴロに「あなたは願いを言うために生きている」とまでいわれてしまう。そこで山ちゃんが最後に願ったこととは……。
構想時には冒頭に更に2ページあったが、ページ計算を間違えたので削られている。プロローグのような内容で、無くても成立する事からコミックスでも追加はされなかった。
『ロボットの願い』
とあるアミューズメントパークは、従業員が全てロボットという前代未聞な営業体系だった。そこでダンスショーを担当していたロボット・MJ3号は、ある日生みの親である首藤レイを尋ね、自分を人間にして欲しいと願い出る。人間になって恋をしたいというMJ3号に、首藤は100人の人間を助けたときにその願いが叶うとあしらい、MJ3号は施設内で困っている人間を探し出すために奔走する。しかし、100人の人間を助けたと首藤に報告したとき、「変なロボットにひどい目に合わされた」という苦情が丁度100件よせられていた。MJ3号の人助けは逆に人に迷惑をかけていたのである。悲嘆に暮れるMJ3号に首藤は「恋をしてその後どうする」と問いただすが……。
『霊界トトカルチョ』
目には見えないが、一人の人間には多くの背後霊が憑いている。それらは「その人間の人生が成功するかどうか」に賭けをしている死後の人間達である。ほとんどの霊が「どうせ失敗する」とタカをくくるのに対し、その人間の先祖達は自分の血族であるがゆえに、その人間を応援するために「成功する」に大金（らしきもの）を張り、賭けが成立するのだが……。
『コックローチマン登場』
主人公はごく普通の青年である。ある日、家庭用遠赤外線サウナに偶然ゴキブリと一緒に入ってしまい、ゴキブリの能力を手に入れた「コックローチマン」になってしまう（主な能力：飛行、優れた動体視力、スピード、「ゴキブリを手で潰しても気持ち悪くない力」）。止むを得ず正義のヒーローとして夜の街を飛び回る事にしたが、何気ない夫婦喧嘩を目撃して、どっちに付くべきか悩んでいるうちに仲直りしてしまい、二人の愛に感動しながらも寂しげに去っていくのだった。
『コックローチマン最終話』
遠赤外線の力を利用して生物と合体し、世界を手中に収めようとする組織「レッドビーマー」に戦いを挑んだコックローチマン。様々な戦いを経て、敵組織レッドビーマーの首領に敗北したコックローチマンは、2匹のゴキブリの力を手に入れた首領に対抗するために3匹との合体を決意する。しかしその合体は4時間しか体が維持できない、危険な賭けだった……。
雑誌掲載時は『〜登場』と連続ではなく、何作か空いていて、「他の雑誌で連載していた」「描かれなかったが、どこかでこの戦いが行われていた」と想像してもらおうという演出意図があった。『〜最終話』はそれを意識して、前半は総集編仕立てになっている。
『東京大パニック 環境怪獣アスキング現わる』『死闘 東京大パニック（後編）』
突如として東京に現れた怪獣アスキング。自然界から生まれたと推測されるため、武力的に殺害することを否定した科学者・首藤レイは、物体を巨大化させる光線を発射する機械で人間を巨大化させ、なるべく傷つけずに東京から追い出すことを提案する。しかしその機械の効果を得る人間は、一定の体重以下であるという条件があった。そこで抜擢されたのは、国内で人気・実力共に最高と称される女子プロレスラーだった……。
当時島本が入れ込んでいた女子プロを活用したエピソード。このエピソードに限らず、本作は当時の作者の趣味や時事ネタが積極的に取り入れられている。
『ゾンビハンター』

『これが正義だ!!』
悪の組織「グッドラック」によって、とある科学者が殺された。しかし、その息子は「燃える正義のバーニンガイ」に改造されたおかげで生き残り、怪人ホウカミキリを倒す。「両親の敵は必ず討つ！」そう宣言したガイの前に、別の正義のヒーロー「ジャングルJ」が現れ、「個人の復讐で『正義』を名乗るな」と言い放つ。やがて、それぞれの動機と敵を持った正義のヒーローが次々と現れ、『正義』の定義が揺らぎ始めるのだった……。
なお、このエピソード以降に登場するヒーローの中には、島本が別の雑誌で連載していた『バトルサンダー』のセルフパロディも登場している。
『魂を売り渡した男』

『敵に勝つより己に勝て!!』

『カリキュラマン』

『燃えるデオキシリボ核酸』

『さらばインサイダーケン』

『タイムバンデット』

『みっつの友情』

『ダーリンキャッチャー』

『ジャスティスタント参上!!』

『体感時計』

『ダンシング・シンドローム』

『好敵手がいっぱい』

『ドクターボディー』

『INTERMISSION』

『ことば道』

『フィーリングカップル100対100』

『ヤマモト』

『ある引っ越し』
首藤レイが山奥に元研究所と思われる物件に引っ越した際のエピソード。科学者である首藤は、最初は前の住人が残していった設備を便利に思っていたが、やがてその物件が、放棄された悪の組織の拠点である事を知る。放棄された事を知らぬ怪人がボロボロで帰ってくるのに始まり、悪の計画を記したファックスが送られ、更には怪人を追って正義のヒーローが攻めてくるなど、全く無関係な争いに巻き込まれてしまう。
当時島本も仕事場を引っ越していて、引越し先の先住者の関係で様々な騒動に巻き込まれた。
『燃えないゴミの日に燃えろ!!』

『ジュラシック・パニック』

『タイムマシンの恐怖』

『はじまりとおわり』

『プロフェッショナル・ラバーズ』
副題に「ログイン愛の劇場」とつく。ともに売れっ子恋愛小説 家夫妻が夫の浮気で口論となり、どちらが正しいか私小説を書き読者の支持を多く集めた方（ベストセラーになった方）が勝ち、という勝負をする・・・レディースコミック 調のタッチに挑戦した力作。
『虚実録プロサッカー選手物語』

『ガイファックス転参!!』

『人間は顔じゃない』

『ハダカの王様』

『ハルマゲドン』

『クライマックスがお好き』

『死ぬまでゲーム』